# José María Bengoetxea
José María Bengoetxea Larrinaga (5 de enero de 1956 en Ondarroa, Vizcaya) es un exfutbolista español. Jugaba de delantero. 
Fue internacional con la selección olímpica en una ocasión, en 1978. 

## Trayectoria
Comenzó su carrera profesional en la cantera del Athletic Club. En 1972 promocionó al Bilbao Athletic, donde pasó dos campañas. Anotó catorce y veinticinco goles, respectivamente.  
De cara a la temporada 1976-77 fue incorporado al primer equipo por Koldo Aguirre, que había sido su entrenador en el filial, junto a otros jóvenes como Manu Sarabia. El 26 de septiembre de 1976 debutó en Primera División ante la UD Salamanca, en un partido que acabó en derrota por 3 a 0. Tres días después, debutó en Copa de la UEFA ante el Ujpest Dozsa. El equipo acabó alcanzando la final europea y la de la Copa, aunque Bengoetxea apenas pudo disputar seis partidos (un gol). Fue cedido, junto a Sarabia, al Barakaldo CF para la siguiente temporada. Ambos jugadores fueron claves con sus goles en el cuarto puesto, siendo Bengoetxea el máximo goleador con dieciséis tantos. A su regreso, aumentó ligeramente su participación en el club a quince encuentros. El 22 de noviembre de 1978 marcó cuatro goles en la goleada por 8 a 1 ante la SD Balmaseda en Copa del Rey, tres semanas antes ya le había marcado un doblete a domicilio. Continuó dos temporadas más en la plantilla, aunque sin continuidad, por lo que se marchó al Celta de Vigo en 1981.
En el cuadro gallego tampoco tuvo suerte, así que en 1982 fichó por el Deportivo Alavés. En el equipo blanquiazul marcó doce tantos en dos temporadas, siendo el máximo goleador del equipo en su primera campaña, que acabó con el descenso a Segunda B. Su último club fue el Sestao Sport Club, equipo en el que se retiró en 1985.

## Clubes
| Club              | País   | Año       |
| ----------------- | ------ | --------- |
| Bilbao Athletic   | España | 1974-1976 |
| Athletic Club     | España | 1976-1977 |
| Barakaldo CF      | España | 1977-1978 |
| Athletic Club     | España | 1978-1981 |
| Celta de Vigo     | España | 1981-1982 |
| Deportivo Alavés  | España | 1982-1984 |
| Sestao Sport Club | España | 1984-1985 |